# Kenneth Gangnes
Kenneth Gangnes, né le 15 mai 1989 à Gjøvik, est un sauteur à ski norvégien.

## Carrière
Licencié au Kolbukameratene IL, il entame sa carrière avec l'équipe nationale norvégienne en 2005.  
Après une cinquième place en championnat du monde junior à Zakopane, il participe à sa première épreuve de Coupe du monde en mars 2008 à Lillehammer, localité où il marque aussi ses premiers points en décembre 2009. Il obtient des résultats régulièrement dans les points lors de l'hiver 2011-2012, avec comme meilleure performance une onzième place à Bischofshofen. En décembre 2011, il remporte deux épreuves de la Coupe continentale à Engelberg, l'aidant à terminer deuxième du classement général. En octobre 2013, il chute à Hinzenbach et se fait une rupture du ligament croisé antérieur et doit renoncer à la suite de la saison.
En février 2015, il arrive à améliorer sa performance de pointe en terminant septième de la manche de Vikersund. Il obtient un mois plus tard son premier podium dans une épreuve par équipes à Planica. À l'été 2015, il se classe deuxième du Grand Prix. Au début de la saison 2016, il monte sur son premier podium individuel à Lillehammer (2e) avant d'empocher le lendemain ici-même son premier succès en Coupe du monde. Sur la Tournée des quatre tremplins, il figure parmi les meilleurs, montant sur le podium des manches de Garmisch-Partenkirchen et Innsbruck, pour s'installer au quatrième rang final de la compétition. Il rencontre ensuite du succès pour son premier grand championnat, les Championnats du monde de vol à ski, remportant la médaille d'argent en individuel à seulement trois points de Peter Prevc puis la médaille d'or par équipes avec Anders Fannemel, Johann André Forfang et Daniel-André Tande. Lors de la dernière partie de saison, il confirme avec trois concours par équipes remportés, ainsi que deux deuxièmes places en vol à ski à Vikersund et en grand tremplin à Wisła. Il se classe alors troisième du classement général de la Coupe du monde cet hiver.
En juin 2016, il se blesse au genou à l'entraînement à Stams ; une rupture du ligament croisé antérieur lui est diagnostiquée. Il fait son retour pour le Grand Prix d'été en 2017, occupant une sixième place au classement général et la deuxième place du concours d'Hakuba.
Avant le début de l'hiver 2017-2018, il est de nouveau victime d'une rupture des ligaments croisés, puis se blesse encore à la jambe tentant de revenir. Il annonce sa retraite sportive en décembre 2018.

## Palmarès

### Championnats du monde de vol à ski
| Épreuve / Édition | Kulm 2016 |
| Individuel        | Argent    |
| Par équipes       | Or        |

### Coupe du monde
- Meilleur classement général : 3e en 2016.
- 9 podiums individuels : 1 victoire, 5 deuxièmes places et 3 troisièmes places.
- 6  podiums par équipes : 3 victoires, 2 deuxièmes places et 1 troisième place.

#### Victoires individuelles
| Année     | Lieu                  |
| 2015-2016 | Lillehammer (Norvège) |

#### Classements en Coupe du monde
| Année     | Classement général final |
| 2009-2010 | 90e                      |
| 2010-2011 | 78e                      |
| 2011-2012 | 43e                      |
| 2014-2015 | 41e                      |
| 2015-2016 | 3e                       |

### Coupe continentale
- Meilleur classement général : 2e en 2012.
- 14 podiums, dont 3 victoires.

### Grand Prix
- Meilleur classement général : 2e en 2015.
- 5 podiums individuels, dont 2 victoires.